# Императорский клуб
«Импера́торский клу́б» (англ. The Emperor's Club) — драма, повествующая о жизни учителя Уильяма Хандерта. Премьера состоялась 22 ноября 2002 года.

## Сюжет
Фильм рассказывает о жизненном пути учителя истории Уильяма Хандерта (Кевин Клайн), где ему приходится столкнуться с непривычными для него повадками молодого человека по имени Седжвик Белл (Эмиль Хирш). Из хулигана он превращается в прилежного ученика — участника конкурса Мистер Юлий Цезарь. Уильям, увидев, что Седжвик жульничает, задаёт ему вопрос, на который у него не могло быть ответа в шпаргалке, так как вопрос не из школьной программы. Но вот спустя 25 лет Седжвик хочет взять реванш, где он опять мошенничает. В очередной раз, заметив это, Уильям не предаёт огласке этот факт, а задаёт вопрос, на который Седжвик не может ответить, так как он отсутствовал на первом уроке, а в учебниках об этом историческом деятеле информации нет. Позже в разговоре между учителем и Седжвиком мистер Хандерт ещё больше разочаровывается в бывшем ученике, понимая, что ему чужды понятия чести, честности и морального принципа.

## В ролях

### В главных ролях
- Кевин Клайн — Уильям Хандерт
- Эмбет Девидц — Элизабет
- Эмиль Хирш — Седжвик Белл (в юности)
- Пол Дано — Мартин Блайт (в юности)
- Риши Мехта — Дипак Мехта (в юности)
- Джесси Айзенберг — Луи Масоуди (в юности)

### Второстепенные персонажи
- Роб Морроу — Джеймс Эллерби
- Эдвард Херрманн — директор Вудбридж
- Кейтлин O’Хини — миссис Вудбридж
- Харрис Юлин — Сенатор Хайрэм Белл
- Джоэль Гретч — Седжвик Белл (взрослый)
- Стивен Калп — Мартин Блайт (взрослый)
- Рахул Кханна — Дипак Мехта (взрослый)
- Патрик Демпси — Луи Масоуди (взрослый)
- Габриэль Миллман — Роберт Брюстер
- Крис Моралес — Юджин Филд
- Лука Бегини — Копленд Грей
- Мишель Коппола — Рассел Холл
- Шон Фредрикс — мистер Харрис
- Кэтрин O’Салливан — монахиня